# 이쓰마데

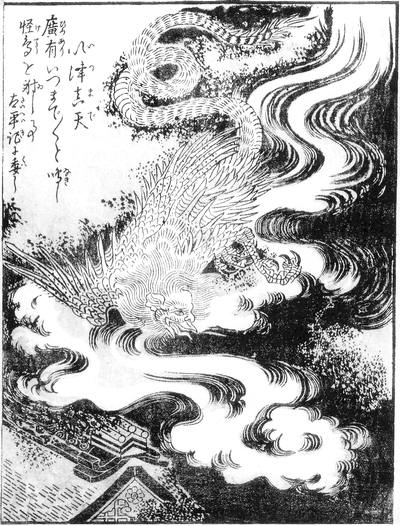

이쓰마데(일본어: 以津真天 이진진천[*])는 에도시대 화공 토리야마 세키엔이 그린 『금석화도속백귀』에 실려 있는 괴조(怪鳥)다.
해설문에 “‘언제까지 언제까지(일본어: いつまで 이쓰마데[*])’ 하고 우는 괴조를 쏘았다고 태평기에 있음”이라고 쓰여 있으므로, 『태평기』 제12권의 「광유사괴조사」에 등장하는 괴조를 그린 것임을 알 수 있다.
『태평기』에 따르면, 1334년(건무 원년) 가을, 역명이 돌아 사망자가 많이 나올 무렵, 매일 밤 어소 자신전(천황의 침소) 지붕 위에 괴조가 나타나 “언제까지 언제까지”라고 울어 사람들이 두려워했다. 공경들은 미나모토노 요리마사가 누에를 퇴치한 것처럼 활의 명수를 물색해 괴조를 퇴치시키도록 하였다. 의뢰를 받고 나타난 마유미 히로아리가 명적을 쏘아 괴조를 명중시켰다. 괴조는 얼굴이 사람과 같이 길고, 굽은 부리에 톱날처럼 이빨이 늘어섰고, 몸은 뱀 같았으며, 양 발의 발톱은 칼처럼 날카로웠고, 날개폭은 1장 6척 (4.8 미터)나 되었다고 한다.
『태평기』에서 이 새는 ‘괴조’라고 호칭될 뿐, 명확한 이름은 기재되어 있지 않다. 『금석화도속백귀』에서 붙은 ‘이쓰마데’라는 이름은 토리야마 세키엔이 괴조의 울음소리를 바탕으로 지어내 붙인 것으로 알려져 있다. 『태평기』 내용에 바탕해 그려진 에도시대의 다른 그림에서도 괴물 새로서의 모습이나 먹구름 등으로 존재감이 느껴지게 하는 식으로 이 괴조가 묘사되곤 했지만, 토리야마 세키엔 이전에 “이쓰마데”라는 이름이 사용된 사례는 확인된 것이 없다.
쇼와시대 이후의 요괴물에서는 전란이나 기아 등으로 죽은 사람들의 시체를 방치해 두면 이 괴조가 나타나서 “시체를 언제까지 방치할 것이냐”는 뜻으로 “이쓰마데 이쓰마데”하고 운다는 해설이 붙었다. 또는 그렇게 죽은 이들의 원귀가 새의 모습으로 탈바꿈한 것이라고도 한다.

## 같이 보기
- 누에 (일본 요괴)